# Cantó d'Aigapersa
El cantó d'Aigapersa és un cantó francès del departament del Puèi Domat, situat al districte de Riam. Té 12 municipis i el cap és Aigapersa.

## Municipis
- Aigapersa
- Artonne
- Aubiat
- Bussières-et-Pruns
- Chaptuzat
- Effiat
- Montpensier
- Saint-Agoulin
- Saint-Genès-du-Retz
- Sardon
- Thuret
- Vensat

## Història
| Data d'elecció                           | Identitat      | Partit           | Qualitat |
| ---------------------------------------- | -------------- | ---------------- | -------- |
| 1964-1970                                | Pierre Marliac | Centrista        |          |
| 1970-1999                                | Gérard Boche   | RI, després UDF  |          |
| 1999-                                    | Luc Chaput     | UDF, després UMP |          |
| les dades anteriors no són pas conegudes |                |                  |          |
|                                          |                |                  |          |